# Stanley Payne
Stanley George Payne (* 9. September 1934 in Denton, Texas) ist ein US-amerikanischer Historiker und Hispanist, er ist emeritierter Professor der University of Wisconsin–Madison. Seine Hauptforschungsgebiete sind die spanische Geschichte der neuesten Zeit sowie vergleichende Faschismusforschung.

## Leben und Werk
Stanley Payne studierte am Pacific Union College (Bachelor 1955) und der Claremont Graduate University (Master 1957) in Kalifornien. Er promovierte 1960 an der Columbia University. Anschließend lehrte er zwei Jahre an der University of Minnesota, bevor er Assistant Professor an der University of California, Los Angeles wurde. Er wurde 1968 auf eine Vollprofessur an der University of Wisconsin–Madison berufen, wo er von 1979 bis 1982 der Geschichtsabteilung vorstand. Payne wurde 2005 emeritiert. Er ist seit 1987 korrespondierendes Mitglied der spanischen Real Academia de la Historia und seit 1997 gewähltes Mitglied der American Academy of Arts and Sciences. Die katholische Universidad CEU Cardenal Herrera verlieh ihm 2004 die Ehrendoktorwürde.
Seine Forschungsschwerpunkte sind v. a. die Zweite Spanische Republik, der Spanische Bürgerkrieg und Franquismus sowie faschistische Bewegungen und autoritäre Regime im Europa der Zwischenkriegszeit. Dabei vertritt er einen „generischen“ Faschismusbegriff, geht also davon aus, dass die faschistischen Bewegungen der Zwischenkriegszeit mehr miteinander gemein haben als sie voneinander unterscheidet. Zu unterscheiden sei der eigentliche Faschismus aber von nichtfaschistischen Varianten des autoritären Nationalismus, der radikalen und konservativen Rechten.
Hatte er zu Beginn seines Schaffens Sympathien für die spanische Republik, weswegen seine Werke zu Lebzeiten von Francisco Franco nicht in Spanien veröffentlicht werden durften, entwickelte er im Laufe der Zeit konservative Positionen und kann heute ganz klar diesem Spektrum zugeordnet werden. Anders als linksliberale und neomarxistische Autoren gibt Payne den pro-republikanischen Kräften einen wichtigen Teil der Schuld am Ausbruch des Bürgerkrieges. In diesem hätten sich zwei antiliberale Regime gegenüber gestanden, von denen keines zur historischen Identifikation tauge.

Der spanische Zeithistoriker Santos Juliá (Professor für Geschichte an der Fernuniversität UNED sowie Träger des Premio Nacional de Historia) warf Payne 2003 vor, sich mit seiner jüngsten Hinwendung zum Autorenkreis um Pío Moa, der von Kritikern als Zentrum des spanischen Geschichtsrevisionismus angesehen wird, selbst diskreditiert zu haben: 
„Die neuere Forschung (Anm.: zum Bürgerkrieg) hat (…) die Zeiten der Propaganda sehr weit hinter sich gelassen und durch einen erwachsen gewordenen und reifen Diskurs ersetzt, aus dem sich Payne bedauerlicherweise mit solch enttäuschenden Arbeiten wie jener, die er in der Revista de Libros (Anm.: gemeint ist der Verteidigungs-Artikel zum Geschichtsrevisionismus von Pío Moa) publiziert hat, selbst ausgeschlossen hat.“
Äußerungen, die Payne 2006 bei einer Historikertagung an der Universität Georgetown getätigt hat und in denen er sich für die Zwangspsychiatrierung von Befürwortern einer republikanischen Staatsform in Spanien aussprach, da diese laut Payne angesichts der historischen Ereignisse vor 1936 gefährlich seien, erregten mediales Aufsehen in Spanien und hatten eine Parlamentarische Anfrage der Izquierda Unida im Congreso in Madrid zur Folge, da Paynes Befürwortung von Verfolgungsmaßnahmen einen Angriff und eine Diffamierung politisch Andersdenkender darstelle und zudem eine kritische Haltung gegenüber der monarchistischen Staatsform von der spanischen Verfassung als demokratisches Grundrecht auf freie Meinungsäußerung geschützt sei.
Dessen ungeachtet wurde Payne im November 2006 bei einem von ihm mitorganisierten Historikerkongress der katholischen Privatuniversität CEU San Pablo zum Spanischen Bürgerkrieg für sein Lebenswerk geehrt.
2009 wurde er mit dem Großkreuz des Ordens de Isabel la Católica ausgezeichnet.

## Schriften
- Falange: A History of Spanish Fascism. 1961.
- Politics and the Military in Modern Spain. 1967.
- Franco’s Spain. 1967.
- The Spanish Revolution. 1970.
- A History of Spain and Portugal. 1973.
- Basque Nationalism. 1975.
- La revolución y la guerra civil española. 1976.
- Fascism: Comparison and Definition. 1980.
- Spanish Catholicism: An Historical Overview. 1984.
- The Franco Regime 1936–1975. 1988.
- Franco: El perfil de la historia. 1992.
- Spain’s First Democracy: The Second Republic, 1931–1936. 1993.
- A History of Fascism 1914–1945. Taylor & Francis, Oxford 1996, ISBN 1-85728-595-6.
  - Geschichte des Faschismus. Aufstieg und Fall einer europäischen Bewegung. Propyläen, Berlin 2001, ISBN 3-549-07148-5; Tosa, Wien 2006, ISBN 3-85003-037-7. (Rezension von Armin Nolzen auf H-Soz-Kult)
- El primer franquismo, 1939–1959: Los años de la autarquía. 1998.
- Fascism in Spain 1923–1977. 2000.
- The Spanish Civil War, the Soviet Union, and Communism 1931–1939. 2004.
- The Collapse of the Spanish Republic, 1933–1936. 2006.
- Franco and Hitler: Spain, Germany, and World War II. 2008.
- ¿Por qué la República perdió la guerra? 2010.
- The Spanish Civil War. Cambridge University Press, Cambridge 2012. (Rezension von Till Kössler auf H-Soz-Kult)